# Judith Zeidler
Judith Zeidler (n. 11 mai 1968, Beeskow, Brandenburg, Germania) este o canotoare ce a reprezentat Germania, medaliată olimpică. A participat la 2 ediții ale Jocurilor Olimpice (1988, 1992) în care a câștigat o medalie de aur și o medalie de bronz.